# العلاقات الآيسلندية الفرنسية
العلاقات الآيسلندية الفرنسية هي العلاقات الثنائية التي تجمع بين آيسلندا وفرنسا.

## مقارنة بين البلدين
هذه مقارنة عامة ومرجعية للدولتين:
| وجه المقارنة                                              | آيسلندا          | فرنسا                                                    |
| --------------------------------------------------------- | ---------------- | -------------------------------------------------------- |
| المساحة (كم2)                                             | 103.00 ألف       | 643.80 ألف                                               |
| عدد السكان (نسمة)                                         | 317.35 ألف       | 67.12 مليون                                              |
| الكثافة السكانية (ن./كم²)                                 | 3.08             | 104.26                                                   |
| العاصمة                                                   | ريكيافيك         | باريس                                                    |
| اللغة الرسمية                                             | اللغة الآيسلندية | لغة فرنسية                                               |
| العملة                                                    | كرونة آيسلندية   | يورو، فرنك س ف ب، فرنك فرنسي، Livre tournois ‏            |
| الناتج المحلي الإجمالي (بليون دولار)                      | 23.91 مليار      | 2.58 تريليون                                             |
| الناتج المحلي الإجمالي (تعادل القوة الشرائية) بليون دولار | 15.79 مليار      | 2.87 تريليون                                             |
| الناتج المحلي الإجمالي الاسمي للفرد دولار أمريكي          | 50.17 ألف        | 36.20 ألف                                                |
| الناتج المحلي الإجمالي للفرد دولار أمريكي                 | 46.55 ألف        | 39.33 ألف                                                |
| مؤشر التنمية البشرية                                      | 0.899            | 0.888                                                    |
| رمز المكالمات الدولي                                      | +354             | +33                                                      |
| رمز الإنترنت                                              | .is              | .fr، .bzh ‏، .tf، .re، .wf، .yt، .pm، .paris              |
| المنطقة الزمنية                                           | 00، أوروبا/لندن ‏ | أوروبا/باريس ‏، توقيت وسط أوروبا، توقيت وسط أوروبا الصيفي |

## مدن متوأمة
في ما يلي قائمة باتفاقيات التوأمة بين مدن آيسلندية وفرنسية:
- ترتبط فياردابيغد مع Gravelines [الإنجليزية]‏ باتفاقية توأمة منذ 1998.
- ترتبط غريندافيك مع جونزاك باتفاقية توأمة.
- ترتبط  مع Paimpol [الإنجليزية]‏ باتفاقية توأمة.

## منظمات دولية مشتركة
يشترك البلدان في عضوية مجموعة من المنظمات الدولية، منها:
| علم المنظمة | اسم المنظمة                               | تاريخ انضمام آيسلندا | تاريخ انضمام فرنسا |
| ----------- | ----------------------------------------- | -------------------- | ------------------ |
|             | وكالة ضمان الاستثمار متعدد الأطراف        | 25 سبتمبر 1998       | 28 ديسمبر 1989     |
|             | منظمة التعاون الاقتصادي والتنمية          | ?                    | 7 أغسطس 1961       |
|             | الأمم المتحدة                             | 19 نوفمبر 1946       | 24 أكتوبر 1945     |
|             | الفريق المعني برصد الأرض                  | ?                    | ?                  |
|             | منظمة حظر الأسلحة الكيميائية              | ?                    | ?                  |
|             | منظمة التجارة العالمية                    | ?                    | 1995               |
|             | منظمة الشرطة الجنائية الدولية             | ?                    | ?                  |
|             | منظمة الأمن والتعاون في أوروبا            | 25 يونيو 1973        | 25 يونيو 1973      |
|             | مؤسسة التنمية الدولية                     | 19 مايو 1961         | 30 ديسمبر 1960     |
|             | حلف شمال الأطلسي                          | 4 أبريل 1949         | 4 أبريل 1949       |
|             | نظام تحكم تكنولوجيا القذائف               | 1993                 | 1987               |
|             | يونسكو                                    | 8 يونيو 1964         | 4 نوفمبر 1946      |
|             | مجلس أوروبا                               | ?                    | 5 مايو 1949        |
|             | اتحاد المدفوعات الأوروبي ‏                 | ?                    | ?                  |
|             | الاتحاد البريدي العالمي                   | ?                    | ?                  |
|             | البنك الدولي للإنشاء والتعمير             | 27 ديسمبر 1945       | 27 ديسمبر 1945     |
|             | اتفاقية السماوات المفتوحة                 | ?                    | ?                  |
|             | المنظمة الهيدروغرافية الدولية             | ?                    | ?                  |
|             | الاتحاد الدولي للاتصالات                  | 1 أكتوبر 1906        | 1866               |
|             | مؤسسة التمويل الدولية                     | 20 يوليو 1956        | 20 يوليو 1956      |
|             | المركز الدولي لتسوية المنازعات الاستشارية | 14 أكتوبر 1966       | 20 سبتمبر 1967     |
|             | مجموعة أستراليا                           | 1993                 | 1985               |
|             | مجموعة الموردين النوويين                  | ?                    | ?                  |

## وصلات خارجية
- موقع وزارة الخارجية الآيسلندية
- موقع وزارة الخارجية الفرنسية